# Flipnote Studio
Flipnote Studio, al Japó conegut com Llibreta animada (うごくメモ帳, Ugoku Memochō), originalment anomenat Moving Memo Pad, Ugo Memo o Ugoku Memo Tobari literalment del nom japonès, és una aplicació gratuïta descarregable de Nintendo DSiWare per a Nintendo DSi o Nintendo DSi XL. Desenvolupat per Nintendo EAD Tòquio, Flipnote Studio permetia al jugador crear les seves animacions amb la pantalla tàctil, afegir-hi so, pintar-la, posar-li colors i després enviar-la en el servei online Flipnote Hatena o transferir-les entre consoles.
L'aplicació, anomenada Moving Notepad en conferències japoneses de Nintendo, va estar anunciada en l'E3 2009 com a Flipnote Studio. Es va llançar al Japó el 24 de desembre de 2008, i a l'Amèrica del Nord el 12 d'agost de 2009 i a la regió PAL el 14 d'agost de 2009, i està exempt de classificació per edats, ja que és una aplicació d'utilitat. L'aplicació, però, estava inclosa dins les Nintendo DSi XL.
Flipnote Studio no estava disponible per a descarregar-se mitjançant Nintendo eShop o transferida per a la Nintendo 3DS. El 2011 s'anuncià una versió per a la consola amb el nom de Flipnote Memo, però l'abril de 2013 va rebre el nom final de Flipnote Studio 3D, i va sortir al Japó amb el nom de Moving Notepad 3D el 24 de juliol de 2013. Tot i així, la versió japonesa hauria d'haver sortit el 3 de juliol de 2013, i la versió europea i nord-americana l'agost de 2013 (concretament a Europa el dia 1) però es va haver d'ajornar pel gran èxit que va tenir al Japó. Tot i això, es regalà una còpia sense serveis online durant el febrer de 2015 als usuaris del Club Nintendo americà, i per aconseguir-lo a Europa s'havia de registrar a un nou sistema de recompenses que substituiria al Club Nintendo (que tancà el 30 de setembre) durant el període de llançament. La versió europea i americana mancava de serveis online pel contingut prohibit que s'hi intercanviava.
El servei online Flipnote Hatena es va retirar oficialment el 31 de maig de 2013. Tot i així, els usuaris podien transferir les seves flipnotes (es diuen així les animacions) dels seu compte Flipnote Hatena cap a aquest nou servei de Flipnote Studio 3D. Les flipnotes es podien descarregar fins que el Flipnote Gallery World service es va tancar el 2 d'abril de 2018. Després de tancar la Nintendo DSi Shop el 31 de març del 2017, el Flipnote Studio ja no estava disponible per a la seva descàrrega.

## Funcions

La pàgina principal de Flipnote Studio. Fixin-se que les granotes són clau per a crear les flipnotes, ja que apareixen en molts llocs.

Una captura de la taula de dibuix de Flipnote Studio. El dibuix, en dues capes (vermell i negre/blanc), apareix en la pantalla superior. Avall, els modes de dibuix, seleccionant la punta petita de bolígraf.

Flipnote Studio permetia a l'usuari crear dibuixos i convertir-los en notes animades, anomenades "flipnotes", amb la pantalla tàctil. A aquestes se li podia configurar el so, els fotogrames per segon, posar-li colors, entre moltes altres opcions. El programa permetia enviar-les i descarregar-ne d'altres fetes per més jugadors amb el servei online Flipnote Hatena, o intercanviant-les localment.

## Usos

La primera diapositiva de la Cançó per a Dibuixar a Mario.

### Concursos
En Flipnote Hatena s'han celebrat tota mena de concursos, on els participants hi pugen les seves pròpies flipnotes tematitzades. Com a part de les celebracions del 25è aniversari de Super Mario Bros. (1985-2010) i The Legend of Zelda (1986-2011), Nintendo va patrocinar concursos oficials Flipnote. Per a tots dos concursos, es va convidar als usuaris a crear una Flipnote basada en la sèrie utilitzant una Flipnote de plantilla (amb música i efectes de so) publicades en Flipnote Hatena. Els participants van ser avaluats i seleccionats per alguns dels principals desenvolupadors de la sèrie, com Eiji Aonuma per a la Zelda Flipnote, Shigeru Miyamoto per a les Mario Flipnote. Les Flipnotes guanyadores es posarien a disposició per veure a YouTube i la web oficial de Nintendo, el Nintendo Channel de Wii i la Nintendo eShop de Nintendo 3DS (només guanyadors de Zelda).

### Videoclips
Flipnote Studio ha estat utilitzada pels músics per crear vídeos animats per les seves cançons o videoclips.
Billy Polard és un d'aquests artistes. Polard utilitza un bucle en format .gif creats i exportats de Flipnote Studio. Per a la seva cançó Losing Light, el vídeo musical de Polard va explicar una història trista sobre dos monstres. Un any més tard, Polard va llançar un vídeo musical d'una altra cançó, Our Bedrooms Were Once Haunted també va ser creat en Flipnote Studio.
L'artista Arman Bohn va prendre un enfocament diferent. Pel seu vídeo musical de Brain Games, va crear centenars d'elements, incloent números d'antropomorfs i les lletres, en Flipnote Studio i els exporta com .gif. A continuació, utilitza programes informàtics per acoblar aquests elements en el seu video musical. La disposició aleatòria dels objectes estava destinat a servir de contrast amb la lletra de la cançó, que és sobre el Mètode Científic. Al seu bloc, Arman Bohn va descriure el seu esforç per mantenir la qualitat "dentat" de l'art Flipnote.

## Desenvolupament
| Director    | Hideaki Shimizu  |
| Productor   | Yoshiaki Koizumi |
| Referències | [ 22 ]           |

Flipnote Studio va ser desenvolupat per Yoshiaki Koizumi i Hideaki Shimizu sense el coneixement de ningú a Nintendo EAD Tokyo. Van fer un Kickstarter en secret a l'abril del 2008. va ser dissenyat inicialment com una eina per prendre notes, i es va considerar des del principi com una possible aplicació de WiiWare per transmetre aquestes notes d'una Nintendo DS a una Wii per ser compartides amb altres usuaris de l'aplicació mitjançant demo descarregable. Quan la Nintendo DSi es va anunciar, es va decidir pel president de Nintendo Satoru Iwata que la companyia treballarà amb Hatena, ja que aquest havia canviat recentment el seu departament R&D de Kyoto, on es troba la seu de Nintendo Corporate Labs.

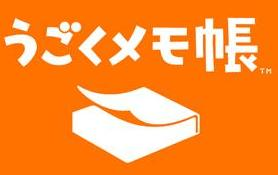
El logotip de Moving Notepad

Quan va ser anunciat oficialment en una conferència japonesa a finals de 2008 va rebre el nom de Moving Notepad, que literalment vol dir "llibreta animada". Aquest nom perdurà fins a llançar-se al Japó. Mentre el videojoc no es llançava fora del país japonès, el videojoc s'anava dient Moving Memo Pad, o Moving Memo, que literalment vol dir "moure el bloc de notes".
El 3 d'agost de 2009 Anònim va reportar a Pocketgamer.biz que Nintendo preparava una aplicació anomenada Flipnote Studio, i que sortiria el 12 d'agost de 2009, cosa que va fer oficial Nintendo pocs dies després. L'11 d'agost Hatena va reportar que el 14 d'agost de 2009 sortiria l'aplicació a la regió PAL, és a dir, a Europa i a Australàsia.
L'aplicació es va incloure posteriorment com un programa preinstal·lat a la Nintendo DSi XL i Nintendo DSi amb firmware 1.4. Quan es va estrenar a l'Amèrica del Nord, va rebre l'eslògan de "Draw it. Flip it. Share it.", que vol dir "dibuixa-ho, anima-ho, envia-ho".

## Actualitzacions
Versió 1.1.0 JP (llançada el 24 de desembre de 2008 al Japó)
La versió original de Moving Notepad.
Versió 1.2 JP (llançada el 27 d'abril de 2009 al Japó)
El 27 d'abril del 2009, la segona versió de Flipnote Studio es va llançar al Japó a través de la botiga Nintendo DSi. En aquesta nova versió es van afegir noves eines, com nous estils de traçat, eines avançades de selecció, de zoom, la funció de copiar i enganxar, i la possibilitat d'enviar "flipnotes" a través d'Internet mitjançant Flipnote Hatena. Flipnote Studio es va actualitzar amb les funcions del lloc web de Flipnote Hatena, incloent el suport de canals temàtics per classificar cada Flipnote, i la possibilitat d'afegir comentaris a través del lloc Intranet de Flipnote Hatena des de la consola. Tot i que l'actualització a la versió 1.2.0 JP no va ser necessària perquè el programa continuï funcionant, Nintendo ha declarat que després d'un període indefinit de temps, els usuaris de la versió 1.1.0 no podien accedir al lloc de Flipnote Hatena.
Versió 2.1 JP (llançada el 19 de juliol de 2009 al Japó)
El 19 de juliol de 2009, la versió 2.1 va ser llançada al Japó. Aquesta última versió de l'aplicació proporcionava una nova possibilitat d'accedir al programa de comunicació amb el lloc web de Hatena, corregint alguns errors que els usuaris a l'hora de pujar "flipnotes" de grans dimensions. Els usuaris de la nova versió també podien registrar la seva pròpia identificació de Hatena directament des del lloc web de Flipnote Hatena.
Versió 1.1.0 NA/PAL (llançada el 12 d'agost de 2009 a Amèrica del Nord i 14 d'agost de 2009 a la regió PAL)
La versió original de Flipnote Studio. Equival a la versió 2.1.0 japonesa, que inclou també la versió 1.2.

## Programes relacionats

### Ugoku Memo Chou Viewer

Pantalla de títol de Ugoku Memo-Chou Viewer.

Ugoku Memo Chou Viewer va ser una eina japonesa oculta per a Nintendo DS en el qual es podien veure les flipnotes penjades per Flipnote Hatena. L'aplicació es transferia del Canal Nintendo de la Wii a una Nintendo DS. Va ser penjada a la xarxa per hackers el setembre del 2010 perquè es pogués utilitzar mitjançant flashcards. Amb aquesta aplicació Sudofox va aconseguir emular el servidor de Flipnote Hatena per muntar Sudomemo.

## Recepció

### Crítica i premis
El videojoc ha rebut molt bones crítiques. IGN li posa un "excel·lent" amb un 9.0/10, mentre que també li dona un premi d'elecció dels editors. La Official Nintendo Magazine li va atorgar un 95%.

### Descàrregues
El 10 de gener de 2009 tots els usuaris de Nintendo DSi ja es van descarregar aquesta aplicació, mentre ja havien circulat més de 100.000 "flipnotes" per Flipnote Hatena. Durant els primers sis mesos de llançament al Japó, Flipnote Hatena va reportar haver rebut més d'un milió de creacions de l'usuari.

### Vídeos
- Tràiler de llançament de Flipnote Studio. (anglès)

### Webs oficials
- Lloc web de Flipnote Hatena (anglès)
- Pàgina web oficial espanyola (castellà)
- Pàgina web oficial nord-americana Arxivat 2013-08-27 a Wayback Machine. (anglès)